# Schneeren
Schneeren est un quartier de la commune de Neustadt am Rübenberge, dans le Land de Basse-Saxe.

## Géographie
Schneeren se trouve à une dizaine de kilomètres à l'ouest de Neustadt, entre la Grinderwald au nord et le lac de Steinhude au sud. La B 6 de Hanovre à Brême passe à environ 3 km au nord du village. L'endroit se situe sur une crête de la Hannoversche Moorgeest.

## Histoire
Le lieu est mentionné pour la première fois en 1215 dans un document du comte de Wölpe comme "in Snedere". Le nom Snedere est décrit différemment dans des documents ultérieurs, tels que Snederen [1280], Schnedere [1307], Snedern [1320].
Selon une légende, la première colonie de Schneeren se trouvait à environ trois kilomètres au sud-est du centre du village d'aujourd'hui. Une type de plante y poussait qui servait alors à border les chemins. En bas allemand au Moyen Âge, "Snedere" signifiait quelque chose comme frontière. Cependant, cela peut également indiquer l'emplacement au bord d'une zone de lande. Une autre théorie dit qu'en raison du sol aride, les habitants dûrent se serrer la ceinture. Le nom vient du bas allemand « sneren », qui signifie se lacer en haut allemand.
Avec un document délivré à Drakenburg le 27 décembre 1280, le comte Burchard von Wölpe (1257-1289) fait don de la dîme et de toutes les nouvelles carrières à Schneeren à l'abbaye de Mariensee.
En 1522, Mardorf intègre la paroisse de Schneeren (qui était jusque-là à Husum). Pendant la guerre de Trente Ans, le village est brûlé et reconstruit au même endroit.
Lorsque l'amt de Rehburg est divisé en 1856, Mardorf et Schneeren intègrent l'amt de Neustadt am Rübenberge.
Lors de la réforme de l'administration locale entrée en vigueur le 1er mars 1974, Schneeren est incorporé à la commune de Neustadt am Rübenberge.

## Démographie
- 1848 : 626 habitants
- 1910 : 812 habitants
- 1925 : 865 habitants
- 1933 : 840 habitants
- 1939 : 781 habitants
- 1950 : 1 595 habitants
- 1961 : 1 132 habitants
- 1970 : 1 157 habitants
- 2006 : 1 483 habitants
- 2013 : 1 447 habitants
- 2016 : 1 382 habitants
- 2022 : 1 456 habitants

## Source, notes et références
- (de) Cet article est partiellement ou en totalité issu de l’article de Wikipédia en allemand intitulé « Schneeren » (voir la liste des auteurs).

1. ↑  (de) « Ortschaft Schneeren » (consulté le 2 septembre 2022)
2. ↑  (de) Statistisches Bundesamt, Historisches Gemeindeverzeichnis für die Bundesrepublik Deutschland. Namens-, Grenz- und Schlüsselnummernänderungen bei Gemeinden, Kreisen und Regierungsbezirken vom 27.5.1970 bis 31.12.1982, 1983 (ISBN 3-17-003263-1)